# Feliksa
Feliksa (łac. felix - łaskawy, szczęśliwy) – imię żeńskie pochodzenia łacińskiego. Jest żeńskim odpowiednikiem imienia Feliks. 
Inna forma: Felicja. 
Feliksa imieniny obchodzi 23 sierpnia.

## Osoby o imieniu Feliksa
- Feliksa Meda – włoska klaryska, błogosławiona
- Feliksa Kozłowska – święta założycielka mariawityzmu
- Urszula Feliksa Pająk – polska polityk, związkowiec, posłanka na Sejm II kadencji